# Bas Jacobs (econoom)

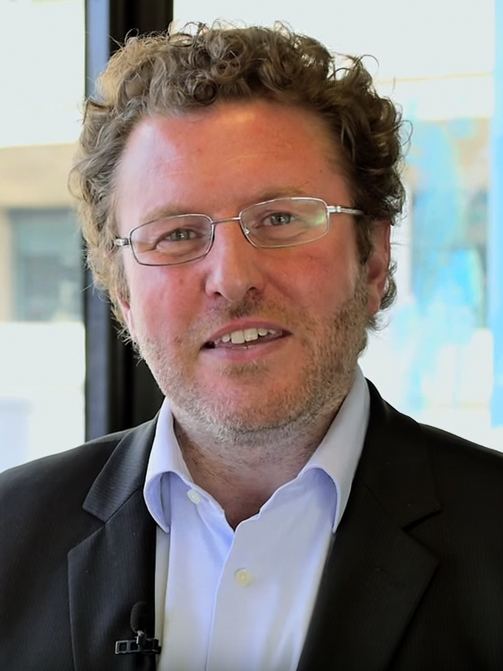
Bas Jacobs (2015)

Bas Jacobs (Bolsward, 5 september 1973) is een Nederlandse econoom.
Bas Jacobs groeide op in Bolsward. Na zijn vwo-examen aan het Titus Brandsma college studeerde hij economie aan de Universiteit van Amsterdam. Hij promoveerde in 2002 aan de Universiteit van Amsterdam op het proefschrift Public Finance and Human Capital. Daarna werkte hij als universitair docent aan de Universiteit van Amsterdam en de Universiteit van Tilburg en was hij onderzoeker bij het Centraal Planbureau. Jacobs werd in 2007 hoogleraar economie en overheidsfinanciën aan de Erasmus School of Economics van de Erasmus Universiteit Rotterdam. In 2022 stapte hij over naar de Vrije Universiteit Amsterdam.
Jacobs schreef van 2006 tot 2009 een column over economie en politiek in de Groene Amsterdammer en was tijdens de coronapandemie betrokken bij Herstel-NL.